# Héctor Rodríguez (futbolista)
Héctor «Ciengramos» Rodríguez (Paysandú, 25 de noviembre de 1935-4 de febrero de 2017) fue un futbolista uruguayo. Formó parte de la Selección Uruguaya entre 1957 y 1960. Jugaba en la posición de mediocampista. Debutó como futbolista profesional en el Club Nacional de Football.

## Trayectoria deportiva

### Comienzos
Llegó a las divisiones formativas de Nacional en 1953, a la edad de 18 años, gracias a la intervención de Héctor Castro, por aquel entonces entrenador del plantel principal del club.
Su debut en primera división ocurrió el 15 de diciembre de 1956 junto con otros jóvenes deanteros que venían teniendo destacadas actuaciones en las divisiones formativas: Héctor Núñez, Raúl Núñez, Julio Acosta y Guillermo Escalada. Fue ante Independiente de Argentina, y el resultado fue de 6-1 en favor del equipo tricolor. Posteriormente derrotaron por 5-3 a San Lorenzo y por 4-1 a Racing también de Argentina. Esta delantera de jóvenes figuras es recordada por su juventud y calidad, culminando con el título de Campeón Uruguayo de 1957.

### Clubes
Jugó en Nacional entre 1954 y 1962, destacándose su actuación en el clásico ante Peñarol del 18 de agosto de 1957, por el Torneo Cuadrangular, en el cual anotó los tres tantos con los que Nacional derrotó a su rival por 3-0, convirtiendo el gol más rápido en la historia de los clásicos uruguayos a los 18 segundos de comenzado el encuentro.
Luego de su participación en Nacional jugó para otros dos clubes uruguayos. Entre 1963 y 1968 lo hizo en Rampla Juniors, y luego en Bella Vista hasta 1972, año de su retiro como futbolista profesional.

### Selección nacional
Debutó en la Selección Uruguaya el 16 de junio de 1957, y su última participación fue el 17 de agosto de 1960. Jugó un total de nueve encuentros en los cuales anotó un gol.

## Palmarés
| Títulos                    | Club     | País    | Años |
| -------------------------- | -------- | ------- | ---- |
| Torneo Cuadrangular        | Nacional | Uruguay | 1956 |
| Primera División Uruguay   | Nacional | Uruguay | 1957 |
| Torneo de Honor            | Nacional | Uruguay | 1957 |
| Torneo Competencia         | Nacional | Uruguay | 1958 |
| Torneo Cuadrangular        | Nacional | Uruguay | 1958 |
| Torneo de Honor            | Nacional | Uruguay | 1958 |
| Torneo Competencia         | Nacional | Uruguay | 1959 |
| Campeonato General Artigas | Nacional | Uruguay | 1961 |
| Torneo de Honor            | Nacional | Uruguay | 1961 |
| Torneo Competencia         | Nacional | Uruguay | 1961 |
| Campeonato General Artigas | Nacional | Uruguay | 1962 |
| Torneo de Honor            | Nacional | Uruguay | 1962 |
| Torneo Competencia         | Nacional | Uruguay | 1962 |